# Baharestan
Baharestan est le nom donné au bâtiment du parlement d'Iran, le Majlis, inauguré en 1906 pendant la révolution constitutionnelle persane.
Le nom vient du quartier téhéranais l'entourant, ainsi que du palais qui y existait.
Le Baharestan a été utilisé par la chambre basse du parlement (le sénat ayant déménagé au centre-ville de Téhéran) jusqu'à la révolution iranienne. Après la révolution, le parlement devint unicaméral, se rassemblant au bâtiment de l'ancien sénat. En 2004, il déménagea dans un nouvel bâtiment dans le quartier de Baharestan.